# Cantone di Seyches
Il Cantone di Seyches era una divisione amministrativa dell'arrondissement di Marmande.
È stato soppresso a seguito della riforma complessiva dei cantoni del 2014, che è entrata in vigore con le elezioni dipartimentali del 2015.
Comprendeva i comuni di:
- Cambes
- Castelnau-sur-Gupie
- Caubon-Saint-Sauveur
- Escassefort
- Lachapelle
- Lagupie
- Lévignac-de-Guyenne
- Monteton
- Montignac-Toupinerie
- Puymiclan
- Saint-Avit
- Saint-Barthélemy-d'Agenais
- Saint-Géraud
- Saint-Pierre-sur-Dropt
- Seyches